# Holenleeuw (Euraziatisch)
De Euraziatische holenleeuw (Panthera spelaea) is een uitgestorven diersoort, verwant aan de leeuw, die zo'n drie meter lang was. Hij was iets kleiner dan de nauw verwante Amerikaanse holenleeuw (Panthera atrox). Hij leefde in Europa en Noord-Azië tijdens het Pleistoceen. Deze soort was een krachtig roofdier en voedde zich met onder andere paardachtigen, herten en wellicht ook aas. Net als de huidige leeuw doodde deze kat zijn prooidieren door ze te verstikken of door een beet in de hals met de korte hoektanden. De soort kwam in Europa vooral in de iets warmere perioden van glacialen voor. Tijdens het Weichselien was dat vooral tussen 40-50 Ka (bij een gemiddelde jaartemperatuur van zes graden lager dan thans) en 15-20 Ka (bij een gemiddelde jaartemperatuur van acht graden lager dan thans).
Uit grottekeningen blijkt dat deze soort manenloos was.
De misleidende naam dankt het dier aan de eerste beschrijving door Goldfuss. Hij beschreef een schedel uit de Zoolithenhöhle in Beieren, Duitsland. Het is onduidelijk of er leeuwen zijn of waren die in holen verbleven.

## Classificatie
De holenleeuw werd doorgaans beschouwd als ondersoort van de leeuw, met de wetenschappelijke naam Panthera leo spelaea (hetgeen 'holenleeuw' betekent in het Latijn). Enkele specialisten waren echter van oordeel dat het dier nauwer verwant zou zijn met de tijger, onder meer vanwege de vorm van de schedel. Uit recent genetisch onderzoek is echter gebleken dat de soort nauwer verwant is aan de leeuw, maar wel als een aparte soort moet worden beschouwd. Daarom moet de correcte wetenschappelijke naam dus zijn: Panthera spelaea.

## Geschiedenis
De eerste leeuw was de Europese 'jaguar' Panthera gombaszoegensis, die ongeveer 1,5 miljoen jaar geleden leefde en waarvan resten gevonden zijn in Italië en Duitsland. Meer rechtstreekse voorouders zijn de Panthera leo fossielen uit de Olduvaikloof in Oost-Afrika, een primitieve leeuw met bepaalde trekken van de tijger, die ongeveer 500.000 jaar geleden leefde, en de Panthera youngi uit het Choukoutien, China, die ongeveer 350.000 jaar geleden leefde en klaarblijkelijk een voorouder is van zowel de Euraziatische als de Amerikaanse holenleeuw.

## Galerij

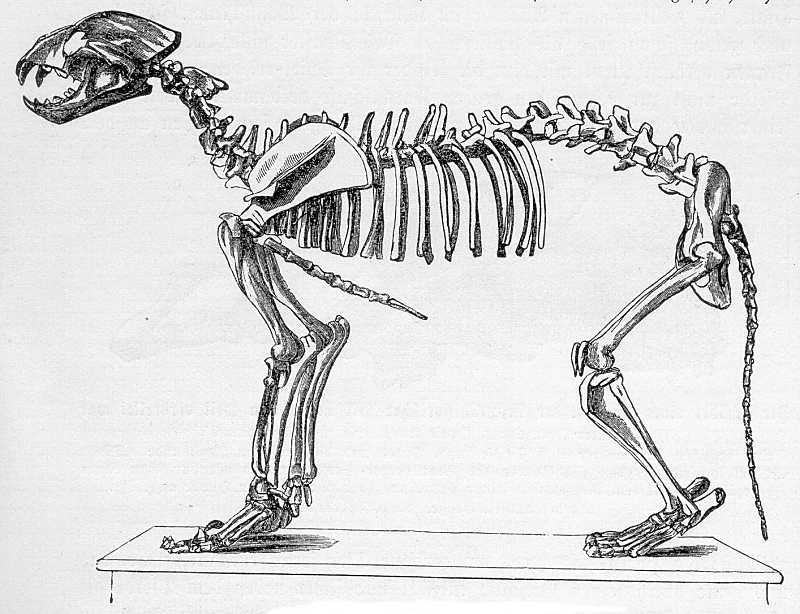
Skelet van een holenleeuw uit de Sloup Caves bij Brno in de Tsjechische Republiek
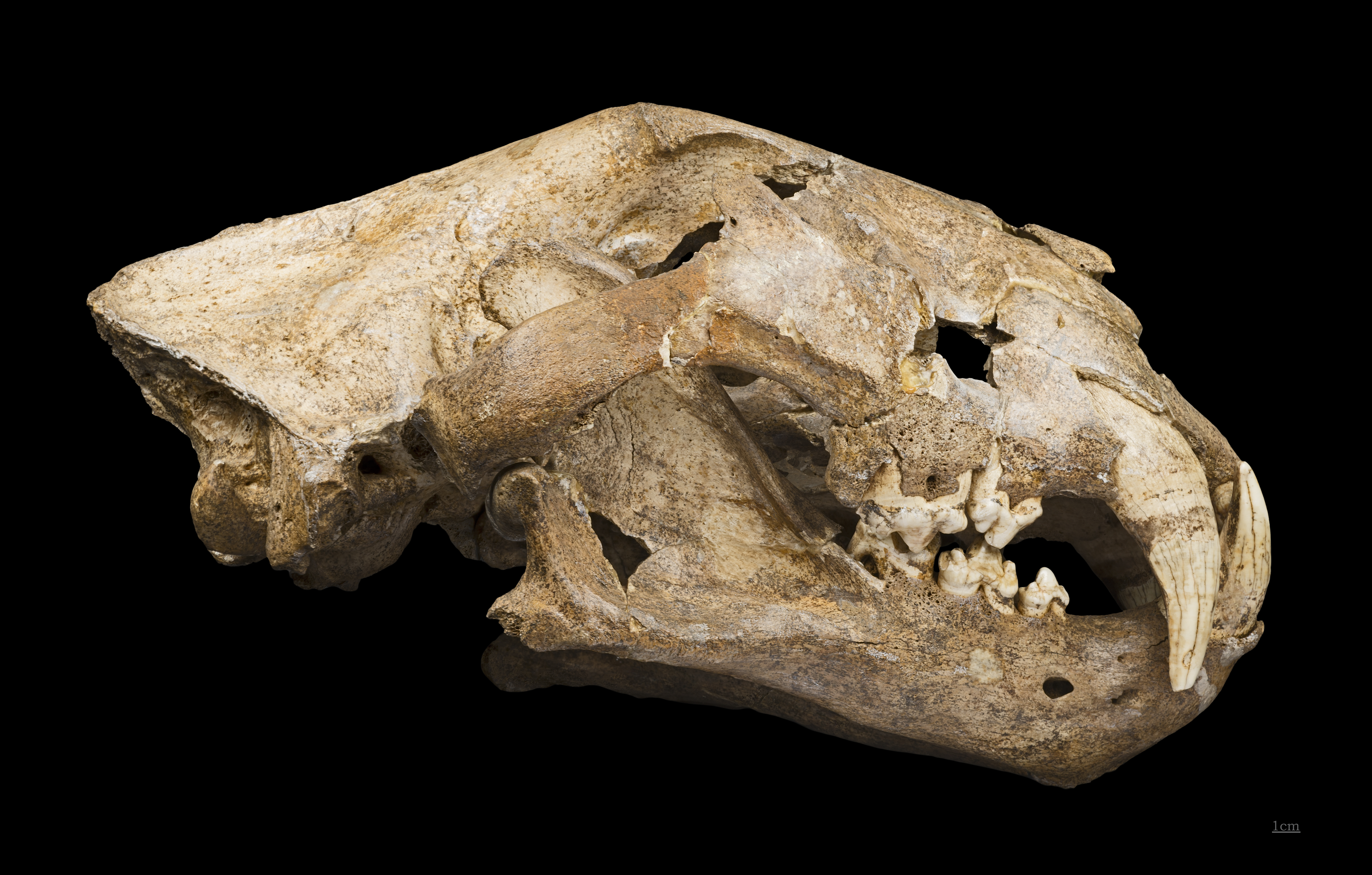
Schedel van de holenleeuw
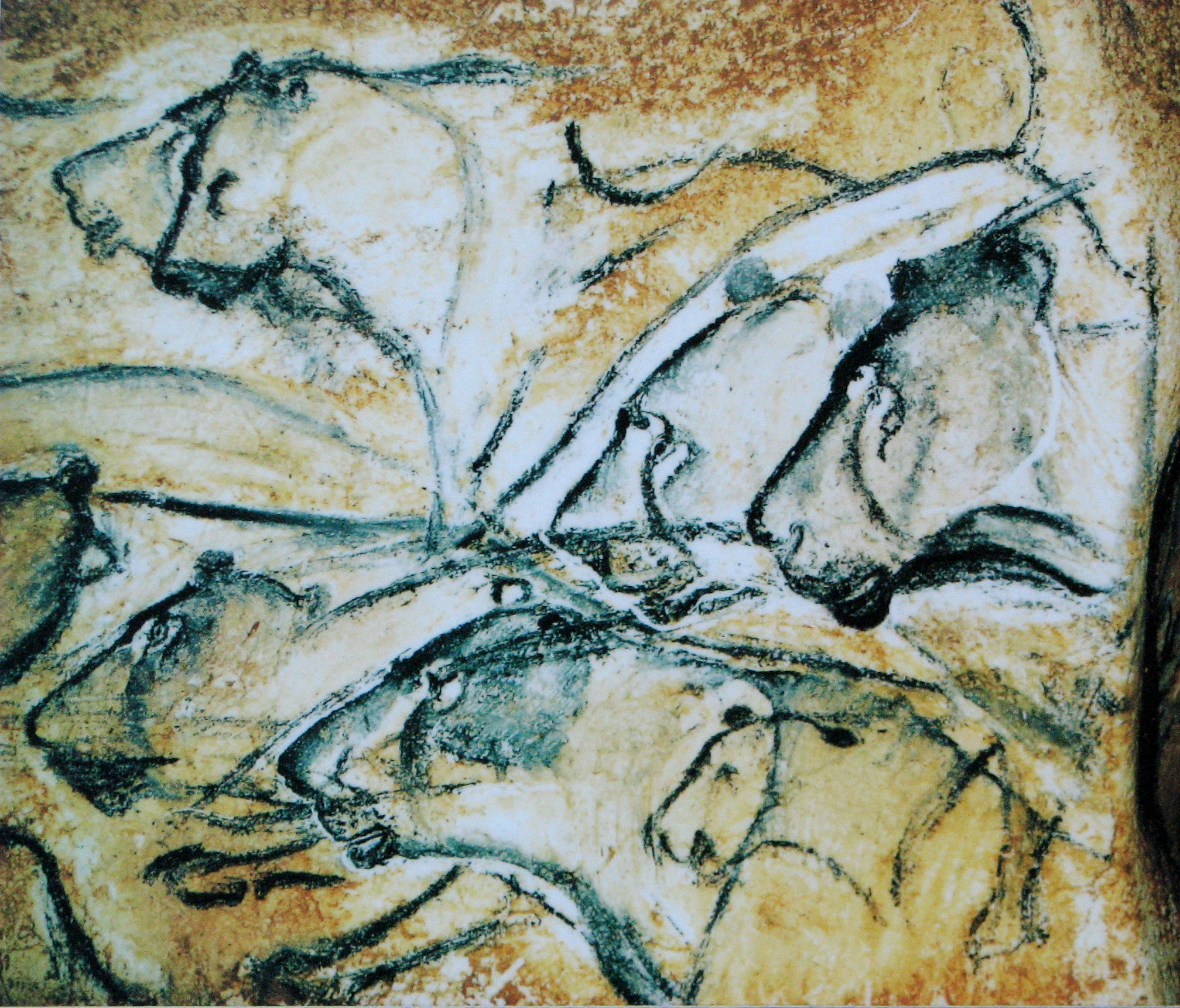
Holenleeuwen afgebeeld in de Grotte Chauvet
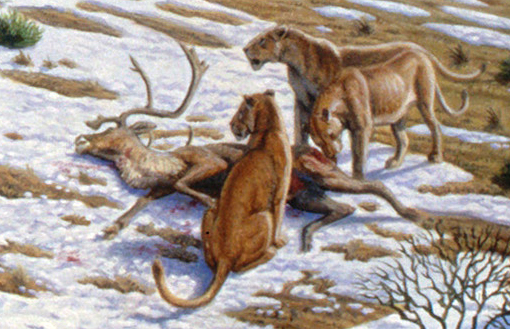
Holenleeuwen bezig met hun prooi (reconstructie)